# Archidiecezja Bambergu

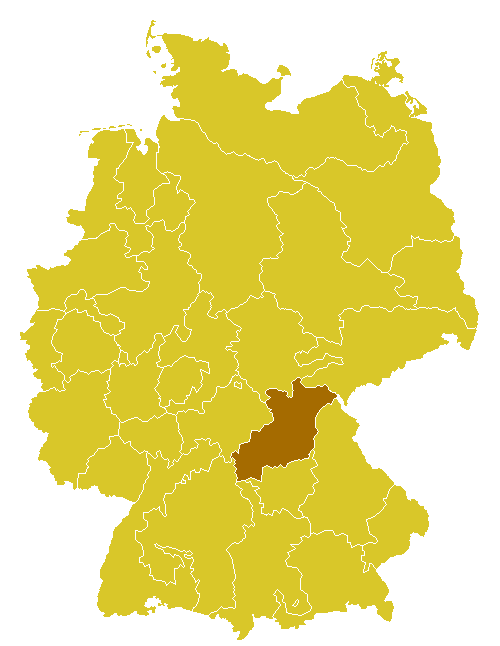
Obecne granice archidiecezji Bmabergu

Archidiecezja Bambergu (niem. Erzbistum Bamberg, łac. Archidioecesis Bambergensis) – katolicka archidiecezja niemiecka położona w północnej części Bawarii. Siedzibą arcybiskupa jest archikatedra św. Piotra i św. Jerzego w Bambergu.

## Historia
1 listopada 1007 na synodzie Rzeszy we Frankfurcie nad Menem doszło do spotkania króla niemieckiego Henryka II z episkopatem niemieckim, który reprezentowało 8 arcybiskupów i 27 biskupów. W jego wyniku zdecydowano się na utworzenie nowej diecezji w Bambergu. Jej powołanie miało na celu całkowitą chrystianizację północnej Bawarii. Nowa diecezja została podporządkowana bezpośrednio Stolicy Apostolskiej.
Powstanie nowego biskupstwa znacznie uszczupliło terytoria dotychczasowych diecezji w Würzburgu i Eichstätt, dlatego też papież Jan XVII obiecał, iż podniesie diecezję Würzburga do rangi metropolii, dzięki czemu jej ordynariusz wyraził zgodę na powstanie biskupstwa w Bambergu.
W XIII w. wzrastała pozycja biskupstwa bamberskiego na obszarze Rzeszy Niemieckiej. Diecezja stała się samodzielnym księstwem biskupim. Pierwszym księciem-biskupem został Henryk I von Bilversheim. Przetrwało ono do roku 1802, kiedy zostało anektowane przez Bawarię. W latach 1808–1817 urząd biskupa był nieobsadzony.
Na mocy Konkordatu Bawarskiego z 1818 biskupstwo bamberskie zostało podniesione do rangi arcybiskupstwa i metropolii z sufraganiami w Würzburgu, Spirze i Eichstätt.

## Główne świątynie
- Archikatedra: Archikatedra św. Piotra i św. Jerzego w Bambergu
- Bazyliki mniejsze:
  - Bazylika Świętej Trójcy w Gößweinstein
  - Bazylika Nawiedzenia Najświętszej Maryi Panny w Marktleugast-Marienweiher
  - Bazylika Czternastu Świętych Wspomożycieli w Vierzehnheiligen

## Biskupi
- Biskup diecezjalny: abp Herwig Gössl (od 2024)
- Biskupi seniorzy: abp Karl Braun, abp Ludwig Schick

## Podział administracyjny
Archidiecezja Bambergu od 2000 dzieli się na: 6 regionów, na czele których stoją dziekani regionalni, 21 dekanatów i 96 okręgów parafialnych.

### Region IBayreuth
- dziekan regionalny: dr Josef Zerndl
  - Dekanat 1: Dekanat Auerbach in der Oberpfalz – składa się z 3 okręgów parafialnych
  - Dekanat 2: Dekanat Bayreuth – składa się z 5 okręgów parafialnych
  - Dekanat 3: Dekanat Hof – składa się z 5 okręgów parafialnych
  - Dekanat 4: Dekanat Kulmbach – składa się z 4 okręgów parafialnych

### Region IIKronach
- dziekan regionalny: Msgr. Bernhard Simon
  - Dekanat 5: Dekanat Coburg – składa się z 4 okręgów parafialnych
  - Dekanat 6: Dekanat Kronach – składa się z 4 okręgów parafialnych
  - Dekanat 7: Dekanat Lichtenfels – składa się z 5 okręgów parafialnych
  - Dekanat 8: Dekanat Teuschnitz – składa się z 2 okręgów parafialnych

### Region IIIBamberg
- dziekan regionalny: dr Gerhard Förch
  - Dekanat 9: Dekanat Bamberg – składa się z 6 okręgów parafialnych
  - Dekanat 10: Dekanat Burgebrach – składa się z 2 okręgów parafialnych
  - Dekanat 11: Dekanat Hallstadt-Scheßlitz – składa się z 5 okręgów parafialnych
  - Dekanat 12: Dekanat Hirschaid – składa się z 2 okręgów parafialnych

### Region IVForchheim
- dziekan regionalny: Georg Holzschuh
  - Dekanat 13: Dekanat Ebermannstadt – składa się z 3 okręgów parafialnych
  - Dekanat 14: Dekanat Forchheim – składa się z 7 okręgów parafialnych
  - Dekanat 15: Dekanat Höchstadt/Aisch – składa się z 3 okręgów parafialnych

### Region VNorymberga
- dziekan regionalny: Hubertus Förster
  - Dekanat 16: Dekanat Erlangen – składa się z 7 okręgów parafialnych
  - Dekanat 17: Dekanat Fürth – składa się z 6 okręgów parafialnych
  - Dekanat 18: Dekanat Neunkirchen an Sand – składa się z 4 okręgów parafialnych
  - Dekanat 19: Dekanat Nürnberg – składa się z 9 okręgów parafialnych

### Region VIAnsbach
- dziekan regionalny: Hans Kern
  - Dekanat 20: Dekanat Ansbach – składa się z 2 okręgów parafialnych
  - Dekanat 21: Dekanat Neustadt an der Aisch – składa się z 4 okręgów parafialnych